# 英國鐵路803型電動列車
英國鐵路803型電動列車「AT300」是日立軌道系統為英國非專營鐵路營運商Lumo建造的電動列車。本型列車的設計基於日立A-train平台，合共生產了5組5節編組的列車，在東海岸主線上的倫敦國王十字車站與愛丁堡威瓦利站站間提供客運服務。

## 背景
2015年，英國政府鐵路及道路辦公室宣布開放東海岸主線上額外鐵路客運服務營運權，給予非專營鐵路營運商 (英語：open-access operator)競投。第一集團提交了營運倫敦至愛丁堡間鐵路客運的計劃。這個計劃中，第一集團將會提供平均票價25英鎊，只提供普通等座位的客運列車服務，並與路綫平行的公路、鐵路及航空運輸直接競爭。這個計劃最終於2016年5月獲得批准。
2019年3月，第一集團宣佈其與日立達成協議，訂購總共5組基於日立A-Train平臺的5節編組列車，用作提供新的客運服務。這些編組由比根鐵路出資，並包含十年的維修保養合約。首個車體組件於2020年4月運抵位於英國的日立製作所紐頓·艾克利夫工場。
2021年5月26日，803型列車首次於英國國鐵網絡試運轉，而本型列車則於同年10月25日正式投入載客服務。

## 設計
儘管803型列車的車體設計基於之前已於英國本土服役的日立A-train平臺，但803型並沒有設置任何柴油引擎。而列車也裝設了電池，以備於主要電力供應故障時，依然能維持車廂基本運作。 與其他A-Train平臺列車的主要差別在於本車只設普通等艙位，同時也不設餐車，膳食只依靠手推車供應。這些列車也配有空調、充電插座以及免費Wi-Fi服務。

## 列車編組
| 列車型號 | 營辦商 | 列車數量 | 建造年份  | 車廂數目 | 編組號碼      |
| -------- | ------ | -------- | --------- | -------- | ------------- |
| 803/0型  | Lumo   | 5        | 2020–2021 | 5        | 803001–803005 |

### 被命名的編組
| 編組號碼 | 日期          | 名稱                                                                        | 參考資料 |
| -------- | ------------- | --------------------------------------------------------------------------- | -------- |
| 803004   | ???           | Whisky Express                                                              | [ 10 ]   |
| 803005   | 2023年5月19日 | Proudly from Newcastle the home of Stephenson's Works bicentenary 1823–2023 | [ 11 ]   |

## 意外事件
2022年4月17日，一列803型列車在載客服務中，以76 mph（122 km/h）的車速通過彼得伯勒站外一組限速25 mph（40 km/h）的道岔， 造成一些乘客被抛離座位並受輕傷。英國政府下轄的鐵路意外調查分部（RAIB）也就此開展調查。